# 布盧姆菲爾德 (新澤西州)
布盧姆菲爾德（英語：Bloomfield）是位於美國新澤西州艾塞克斯縣的一個鎮區。

## 地方資料
布盧姆菲爾德的面積為13.88平方千米，當中陸地面積為13.82平方千米，而水域面積為0.06平方千米。根據2020年美國人口普查的數據，當地共有人口53105人，而人口密度為每平方千米3,826.01人。